# Cras (Isère)
Cras – miejscowość i gmina we Francji, w regionie Owernia-Rodan-Alpy, w departamencie Isère.
Według danych na rok 1990 gminę zamieszkiwały 223 osoby, a gęstość zaludnienia wynosiła 41 osób/km² (wśród 2880 gmin regionu Rodan-Alpy Cras plasuje się na 1404. miejscu pod względem liczby ludności, natomiast pod względem powierzchni na miejscu 1482.).